# Локомотивстрой (станция)
Локомотивстрой — железнодорожная станция Ростовского региона Северо-Кавказской железной дороги в черте города Новочеркасска. Имеет статус промежуточной. От станции отходит подъездной путь к Новочеркасскому электровозостроительному заводу.
Остановка электропоездов.